# Кубок Азії з футболу 1988
Кубок Азії 1988 — футбольний турнір серед азійських збірних. Дев'ятий за ліком Кубок Азії. Фінальний етап проходив у Катарі з 2 по 18 грудня 1988 року на двох стадіонах Дохи. Трофей вдруге поспіль виграла збірна Саудівської Аравії.

## Кваліфікація
- Катар кваліфікувався як господар
- Саудівська Аравія кваліфікувався як переможець попереднього кубку.

Окрім них кваліфікувалися:
- Бахрейн
- КНР
- Іран
- Японія
- Кувейт
- Південна Корея
- Сирія
- ОАЕ

## Стадіони
| Доха              | Доха                          |
| ----------------- | ----------------------------- |
| Аль-Аглі          | Катар СК                      |
| Місткість: 20,000 | Місткість: 20,000             |
|                   | Файл:QATAR SC Stadium (1).jpg |

## Фінальний турнір
Час усіх матчів зазначений за Катарським часом (UTC+3)

### Група А
| Збірна         | О | І | В | Н | П | ГЗ | ГП | РГ |
| -------------- | - | - | - | - | - | -- | -- | -- |
| Південна Корея | 8 | 4 | 4 | 0 | 0 | 9  | 2  | +7 |
| Іран           | 5 | 4 | 2 | 1 | 1 | 3  | 3  | 0  |
| Катар          | 4 | 4 | 2 | 0 | 2 | 7  | 6  | +1 |
| ОАЕ            | 2 | 4 | 1 | 0 | 3 | 2  | 4  | −2 |
| Японія         | 1 | 4 | 0 | 1 | 3 | 0  | 6  | −6 |

| 2 грудня 1988 16:00 |

| Іран             | 2–0      | Катар |
| ---------------- | -------- | ----- |
| Баві 6' Піус 89' | Протокол |       |

| Аль-Аглі, Доха Глядачів: 20,000 Арбітр: Мішель Вотро (Франція) |

| 3 грудня 1988 15:00 |

| ОАЕ | 0–1      | Південна Корея     |
| --- | -------- | ------------------ |
|     | Протокол | Лі Те Хо 8' (пен.) |

| Аль-Аглі, Доха Арбітр: Джордж Кортні (Англія) |

| 4 грудня 1988 15:00 |

| Японія | 0–0      | Іран |
| ------ | -------- | ---- |
|        | Протокол |      |

| Катар СК, Доха Глядачів: 4,000 Арбітр: Самуель Чан (Гонконг) |

| 5 грудня 1988 17:00 |

| Катар                     | 2–1      | ОАЕ            |
| ------------------------- | -------- | -------------- |
| Муфта 17' Мусаба 26' (аг) | Протокол | Х. Мохамед 35' |

| Катар СК, Доха Арбітр: Ерік Фредрікссон (Швеція) |

| 6 грудня 1988 15:00 |

| Південна Корея                   | 2–0      | Японія |
| -------------------------------- | -------- | ------ |
| Хван Сон Хон 13' Кім Джу Сон 35' | Протокол |        |

| Катар СК, Доха Арбітр: Салах Мохаммед Карім (Ірак) |

| 8 грудня 1988 15:00 |

| Іран     | 1–0      | ОАЕ |
| -------- | -------- | --- |
| Піус 27' | Протокол |     |

| Катар СК, Доха Глядачів: 4,000 Арбітр: Стівен Овініс (Малайзія) |

| 9 грудня 1988 17:00 |

| Катар                         | 2–3      | Південна Корея                      |
| ----------------------------- | -------- | ----------------------------------- |
| Салман 47' (пен.), 80' (пен.) | Протокол | Чон Хе Вон 10', 72' Кім Джу Сон 34' |

| Катар СК, Доха Арбітр: Джордж Кортні (Англія) |

| 10 грудня 1988 15:00 |

| ОАЕ            | 1–0      | Японія |
| -------------- | -------- | ------ |
| А. Мохамед 86' | Протокол |        |

| Аль-Аглі, Доха Арбітр: Ахмад Баш (Йорданія) |

| 11 грудня 1988 17:00 |

| Південна Корея                          | 3–0      | Іран |
| --------------------------------------- | -------- | ---- |
| Пьон Бьон Джу 26', 57' Хван Сон Хон 42' | Протокол |      |

| Аль-Аглі, Доха Глядачів: 5,000 Арбітр: Неджі Джуїні (Туніс) |

| 12 грудня 1988 17:00 |

| Японія | 0–3      | Катар                    |
| ------ | -------- | ------------------------ |
|        | Протокол | Хаміс 58', 82' Муфта 90' |

| Аль-Аглі, Доха Арбітр: Юсуф Намоглу (Туреччина) |

### Група B
| Збірна            | О | І | В | Н | П | ГЗ | ГП | РГ |
| ----------------- | - | - | - | - | - | -- | -- | -- |
| Саудівська Аравія | 6 | 4 | 2 | 2 | 0 | 4  | 1  | +3 |
| КНР               | 5 | 4 | 2 | 1 | 1 | 6  | 3  | +3 |
| Сирія             | 4 | 4 | 2 | 0 | 2 | 2  | 5  | −3 |
| Кувейт            | 3 | 4 | 0 | 3 | 1 | 2  | 3  | −1 |
| Бахрейн           | 2 | 4 | 0 | 2 | 2 | 1  | 3  | −2 |

| 2 грудня 1988 18:00 |

| Сирія | 0–2      | Саудівська Аравія             |
| ----- | -------- | ----------------------------- |
|       | Протокол | аль-Мутлак 20' аль-Суваєд 82' |

| Катар СК, Доха Арбітр: Ерік Фредрікссон (Швеція) |

| 3 грудня 1988 17:00 |

| Кувейт | 0–0      | Бахрейн |
| ------ | -------- | ------- |
|        | Протокол |         |

| Аль-Аглі, Доха Арбітр: Вінсент Мауро (США) |

| 4 грудня 1988 17:00 |

| КНР                            | 3–0      | Сирія |
| ------------------------------ | -------- | ----- |
| Ґао Шен 13' Се Юйсінь 14', 19' | Протокол |       |

| Катар СК, Доха Арбітр: Мохамед Хансал (Алжир) |

| 5 грудня 1988 15:00 |

| Саудівська Аравія | 0–0      | Кувейт |
| ----------------- | -------- | ------ |
|                   | Протокол |        |

| Аль-Аглі, Доха Арбітр: Мішель Вотро (Франція) |

| 6 грудня 1988 17:00 |

| Бахрейн | 0–1      | КНР              |
| ------- | -------- | ---------------- |
|         | Протокол | Чжан Сяовень 78' |

| Катар СК, Доха Арбітр: Саїд Шахід Хакім (Індія) |

| 8 грудня 1988 17:00 |

| Сирія          | 1–0      | Кувейт |
| -------------- | -------- | ------ |
| аль-Нассер 63' | Протокол |        |

| Аль-Аглі, Доха Арбітр: Юсуф Намоглу (Туреччина) |

| 9 грудня 1988 15:00 |

| Саудівська Аравія | 1–1      | Бахрейн               |
| ----------------- | -------- | --------------------- |
| Джазеа 78'        | Протокол | Ф. Мохамед 44' (пен.) |

| Катар СК, Доха Арбітр: Вінсент Мауро (США) |

| 10 грудня 1988 17:00 |

| Кувейт                                 | 2–2      | КНР              |
| -------------------------------------- | -------- | ---------------- |
| Адель Аббас 60' (пен.) Мансур Баша 62' | Протокол | Ма Лінь 10', 87' |

| Аль-Аглі, Доха Арбітр: Ерік Фредрікссон (Швеція) |

| 11 грудня 1988 15:00 |

| Бахрейн | 0–1      | Сирія                  |
| ------- | -------- | ---------------------- |
|         | Протокол | Абу аль-Сел 72' (пен.) |

| Катар СК, Доха Арбітр: Мішель Вотро (Франція) |

| 12 грудня 1988 15:00 |

| КНР | 0–1      | Саудівська Аравія |
| --- | -------- | ----------------- |
|     | Протокол | аль-Біші 56'      |

| Аль-Аглі, Доха Арбітр: Мохамед Хансал (Алжир) |

## Плей-оф
|  | Півфінали             | Півфінали                |       |                    | Фінал               | Фінал |  |
|  |                       |                          |       |                    |                     |       |  |
|  | December 14 — Доха    |                          |       |                    |                     |       |  |
|  | Південна Корея (д.ч.) | 2                        |       |                    |                     |       |  |
|  | КНР                   | 1                        |       |                    |                     |       |  |
|  |                       |                          |       |                    |                     |       |  |
|  |                       |                          |       |                    | December 18 — Доха  |       |  |
|  |                       |                          |       |                    | Південна Корея      | 0 (3) |  |
|  |                       | Саудівська Аравія (пен.) | 0 (4) |                    |                     |       |  |
|  |                       |                          |       |                    |                     |       |  |
|  |                       |                          |       |                    |                     |       |  |
|  |                       |                          |       |                    | Матч за третє місце |       |  |
|  | December 15 — Доха    | December 15 — Доха       |       | December 17 — Доха | December 17 — Доха  |       |  |
|  | Саудівська Аравія     | 1                        |       | КНР                | 0 (0)               |       |  |
|  | Іран                  | 0                        |       |                    | Іран (пен.)         | 0 (3) |  |

### Півфінали
| 14 грудня 1988 16:00 |

| Південна Корея     | 2–1 (д.ч.) | КНР          |
| ------------------ | ---------- | ------------ |
| Лі Те Хо 93', 103' | Протокол   | Май Чао 100' |

| Катар СК, Доха Глядачів: 1,000 Арбітр: Вінсент Мауро (США) |

| 15 грудня 1988 16:00 |

| Саудівська Аравія | 1–0      | Іран |
| ----------------- | -------- | ---- |
| Абдулла 16'       | Протокол |      |

| Катар СК, Доха Глядачів: 17,000 Арбітр: Джордж Кортні (Англія) |

### Матч за 3-є місце
| 17 грудня 1988 16:00 |

| КНР | 0–0 (д.ч.) | Іран |
| --- | ---------- | ---- |
|     | Протокол   |      |

| Аль-Аглі, Доха Глядачів: 2,000 Арбітр: Ахмад Баш (Йорданія) |

|                                      |     | Пенальті                         |  |
| Дуань Цзюй · Ван Баошань · У Веньбін | 0–3 | Мохаррамі · Ансаріфард · Гаєгран |  |

### Фінал
| 18 грудня 1988 16:00 |

| Південна Корея | 0–0 (д.ч.) | Саудівська Аравія |
| -------------- | ---------- | ----------------- |
|                | Протокол   |                   |

| Аль-Аглі, Доха Глядачів: 20,000 Арбітр: Мішель Вотро (Франція) |

|                                                                  |     | Пенальті                                                  |  |
| Чо Мін Гук · Лі Те Хо · Пьон Бьон Джу · Кім Джу Сон · Чо Юн Хван | 3–4 | Нуейме · Абд аль-Джавад · Абдулла · аль-Мутлак · аль-Біші |  |

## Бомбардири
| 3 голи: - Лі Те Хо 2 голи: - Ма Лінь - Се Юйсінь - Фаршад Піус - Пьон Бьон Джу - Чон Хе Вон - Хван Сон Хон - Кім Джу Сон - Адель Хаміс - Мансур Муфта - Халід Салман | 1 гол: - Фахад Мохамед - Ґао Шен - Май Чао - Чжан Сяовень - Карім Баві - Адель Аббас - Мансур Баша - Салех аль-Мутлак - Мохамед аль-Суваєд - Фахад аль-Біші - Юсуф Джазеа - Маджид Абдулла - Валід Абу аль-Сел - Валід аль-Нассер - Хассан Мохамед - Абдулазіз Мохамед 1 автогол - Мухсін Мусаба (проти Катару) |

## Нагороди

### Переможець
| Переможець Кубку Азії 1988     |
| ------------------------------ |
| Саудівська Аравія Другий титул |

### Індивідуальні нагороди
| Найкращий бомбардир | Найкращий воротар | Найбільш цінний гравець |
| ------------------- | ----------------- | ----------------------- |
| Лі Те Хо            | Чжан Хуейкан      | Кім Джу Сон             |

## Підсумкова таблиця
| Pos               | Збірна            | І | В | Н | П | ГЗ | ГП | РГ | О  |       |
| ----------------- | ----------------- | - | - | - | - | -- | -- | -- | -- | ----- |
| 1                 | Саудівська Аравія | 6 | 3 | 3 | 0 | 5  | 1  | +4 | 9  | 75.0% |
| 2                 | Південна Корея    | 6 | 5 | 1 | 0 | 11 | 3  | +8 | 11 | 91.7% |
| 3                 | Іран              | 6 | 2 | 2 | 2 | 3  | 4  | −1 | 6  | 50.0% |
| 4                 | КНР               | 6 | 2 | 2 | 2 | 7  | 5  | +2 | 6  | 50.0% |
| Не вийшли з групи |                   |   |   |   |   |    |    |    |    |       |
| 5                 | Катар             | 4 | 2 | 0 | 2 | 7  | 6  | +1 | 4  | 50.0% |
| 6                 | Сирія             | 4 | 2 | 0 | 2 | 2  | 5  | −3 | 4  | 50.0% |
| 7                 | Кувейт            | 4 | 0 | 3 | 1 | 2  | 3  | −1 | 3  | 37.5% |
| 8                 | ОАЕ               | 4 | 1 | 0 | 3 | 2  | 4  | −2 | 2  | 25.0% |
| 9                 | Бахрейн           | 4 | 1 | 0 | 3 | 1  | 3  | −2 | 2  | 25.0% |
| 10                | Японія            | 4 | 0 | 1 | 3 | 0  | 6  | −6 | 1  | 12.5% |